# Afroinsectivora
Clade
Afroinsectivora est un clade de mammifères placentaires proposé pour rassembler, au sein des Afrotheria, les ordres des Macroscelidea et des Afrosoricida. Le nom choisi fait allusion aux Insectivores, un regroupement historique dans lequel étaient classés les deux ensembles d'espèces.